# Karoline Lombard

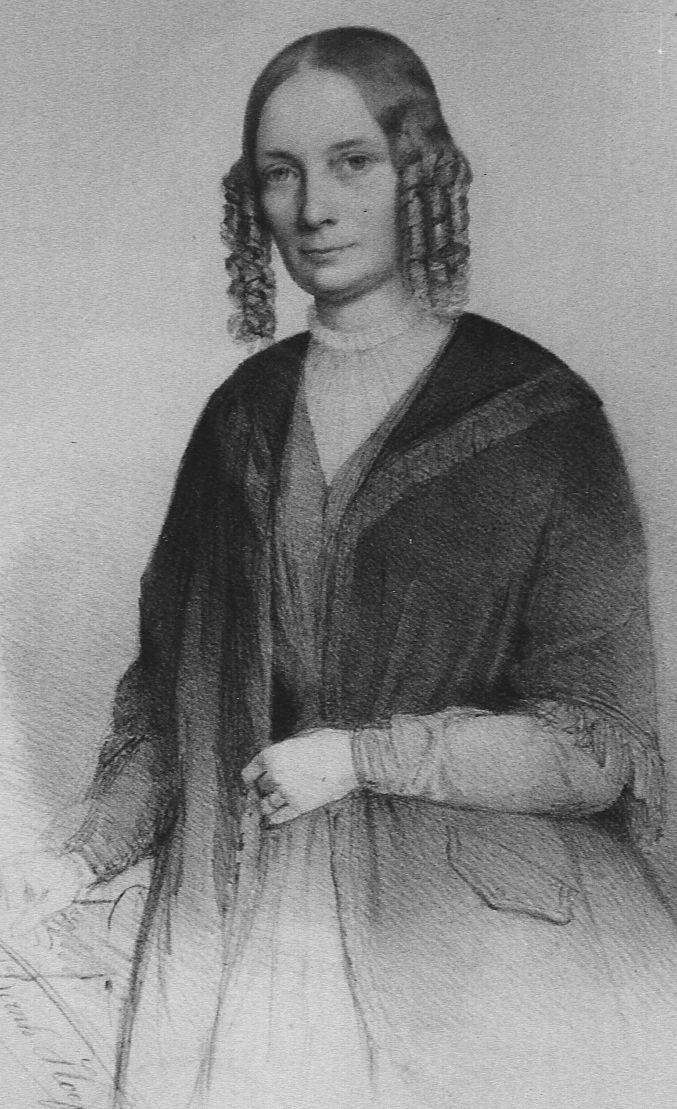
Karoline Lombard, Zeichnung von Bernhard Höfling, 1858

Karoline Lombard (* 22. April 1803 als Caroline Stündeck in Rheinberg, Département de la Roer; † 17. November 1881 in Köln) war eine deutsche Schriftstellerin sowie Übersetzerin aus dem Französischen und Lateinischen.

## Leben
Caroline Stündeck war eine Tochter des Juristen und salmischen Hofrats Andreas Stündeck und dessen Ehefrau Henriette Müller. Sie heiratete am 30. August 1823 in Xanten den Juristen Wilhelm August Eberhard Lombard (1792–1836), der aus Berlin stammte und damals in Kleve wohnte. Dessen Vater war der preußische Außenpolitiker Johann Wilhelm Lombard. Am 31. Juli 1831 wurde ihr Ehemann als Mitglied des Rheinischen Revisions- und Kassationshofes nach Berlin berufen. Dort starb er am 19. Mai 1836 im Alter von 44 Jahren.
Nach dem Tod ihres Ehemanns zog die Witwe mit ihren beiden Söhnen nach Münster. Sie fand Aufnahme im Kreis um den blinden Dichterphilosophen Christoph Bernhard Schlüter und wurde dessen engste Vertraute und philosophische Mitarbeiterin. Da Schlüter auch den Dichterinnen Annette von Droste-Hülshoff und Luise Hensel nahestand, kam Karoline Lombard mit diesen beiden Dichterinnen in Kontakt. Auch Clemens Brentano gehörte zu ihrem Bekanntenkreis. Karoline Lombard übersetzte Werke von Nicolas Malebranche, Louis Claude de Saint-Martin und Frédéric Ozanam aus dem Französischen sowie die Schrift Vallis liliorum von Thomas von Kempen aus dem Lateinischen ins Deutsche. 1847 veröffentlichte sie im Christkatholischen Magazin zur Belehrung und Erhebung für alle Stände, Band 4, den Beitrag Die poetischen Quellen der Göttlichen Komödie.
1848 kehrte Karoline Lombard in ihre niederrheinische Heimat zurück. Sie wohnte auf ihren Gütern Wintgeshof und Haus Veen unweit Xanten. 1872 zog sie zu ihrem jüngeren Sohn Eduard nach Köln. In ihren letzten Lebensjahren wurde sie häufig von dem Bonner Juristen Hermann Hüffer besucht, einem Sohn einer Freundin aus Münster. Im April 1881 übergab sie ihm den Nachlass ihres Schwiegervaters zur Veröffentlichung.